# بیگ تک

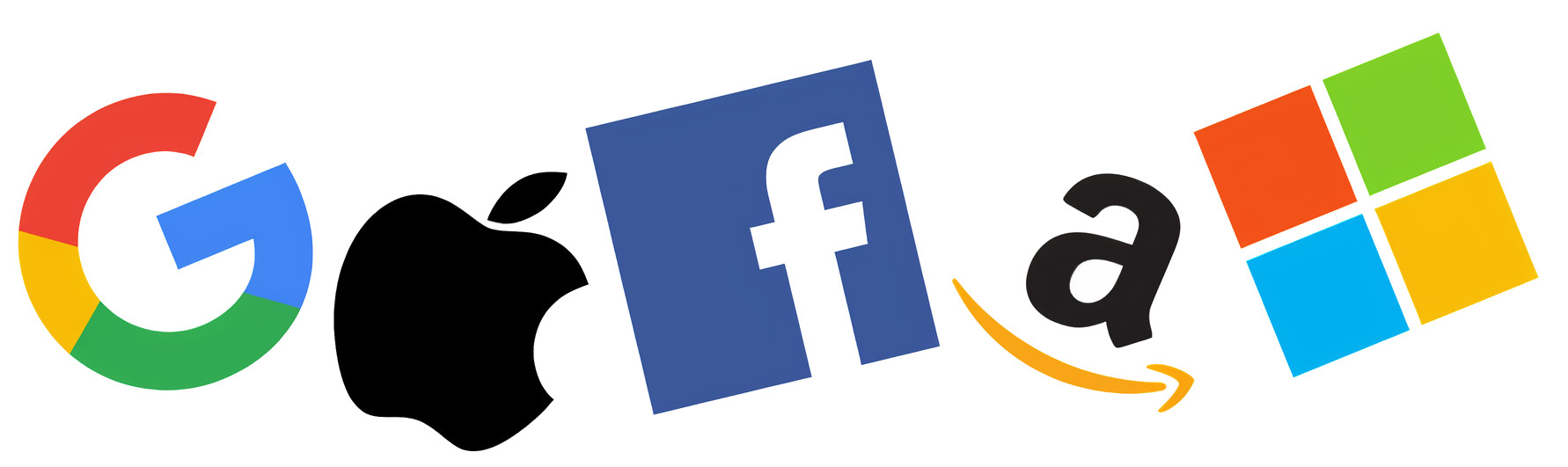
شرکت‌های بزرگ گوگل، مایکروسافت، فیسبوک، آمازون، اپل

شرکت‌های غول فناوری چین تنسنت، بایدو، علی بابا، شیائومی هستند

لوگو شیائومی

پنج شرکت بزرگ، بیگ تک، اف ای ای ام جی یا Big Tech بزرگترین و غالب‌ترین شرکتها در صنعت فناوری اطلاعات ایالات متحده، به ویژه آمازون، اپل، آلفابت، فیسبوک و مایکروسافت هستند. این شرکت‌ها همچنین با عناوینی از جمله غول‌های فناوری یا در محاوره چهار بزرگ، چهار سوارکار، Big Five یا S&P 5 نیز شناخته می شوند. از اواخر دهه ۲۰۱۰، علاوه بر سعودی آرامکو، این پنج شرکت با ارزش‌ترین شرکتهای سطح جهان بوده‌اند و حداکثر سرمایه ارزش بازار هر یک از آن‌ها از ۵۰۰ میلیارد دلار تا حدود ۲٫۰ تریلیون دلار در دوره‌های مختلف بوده‌است.
برخی حدس می‌زنند که زندگی در دنیای دیجیتال در خارج از اکوسیستم ایجاد شده توسط این شرکت‌ها ممکن نیست، و نگرانی در مورد اقدامات انحصاری منجر به آغاز تحقیقات ضد قانون رقابت از وزارت دادگستری و کمیسیون تجارت فدرال در ایالات متحده، و کمیسیون اروپا شده‌ است. مفسران تأثیر این شرکتها را بر حریم خصوصی، قدرت بازار، آزادی بیان و سانسور (از جمله محتوای نامناسب) و امنیت ملی و اجرای قانون زیر سؤال برده‌اند. از طرف دیگر این شرکتها، با ارائه خدمات ارزان یا حتی رایگان به مصرف‌کنندگان، محبوبیت بیشتری دارند.

## عضویت و تعاریف
اصطلاح «فناوری بزرگ یا بیگ تک» اغلب به زیر گروه‌های خاص تری تقسیم می‌شود. الفابت اغلب با استفاده از "G" در کلمات اختصاری مخفف می‌شود زیرا نماد صدای آن GOOG / GOOGL است.

### چهارتا
لقب "چهارتاً شامل شرکت الفابات (GOOG)، آمازون (AMZN)، فیس بوک (FB) و اپل (AAPL) است و معمولاً به عنوان ارازل "GAFA" , "Gang of Four" (به نام جناح سیاسی چهار باند در چین) و لقب "چهار سوارکار" (به خاطر اسم چهار سوار آخرالزمان)شناخته می‌شود.
مدیر عامل سابق گوگل اریک اشمیت، نویسنده فیل سایمون، و استاد دانشگاه نیویورک پرفوسور اسکات گالووی هر یک شرکت‌های GAFA را با هم گروه‌بندی کرده‌اند، بر این اساس که این شرکت‌ها از طریق تسلط و نقش خود در فعالیت‌های آنلاین، تغییرات عمده درون جامعه را ایجاد کرده اند. به گفته سایمون و گالووی، این برخلاف سایر شرکت‌های بزرگ فناوری مانند مایکروسافت و آی بی ام است. اریک اشمیت با اشاره به اینکه «مایکروسافت انقلاب مصرف‌کنندگان را در ذهن مصرف‌کنندگان ایجاد نمی‌کند» مایکروسافت را از این گروه خارج کرد.

### گافام یا فاامگ
یک گروه فراگیرتر که گافام، «پنج شرکت بزرگ» نامیده می‌شود، الفابت(GOOG)، امازون(AMZN)، فیسبوک(FB) و اپل(AAPL) و مایکروسافت(MSFT) را به عنوان غول‌های فناوری تعریف می‌کند. علاوه بر سعودی آرامکو، این شرکت‌ها پنج شرکت سهامی عام در جهان هستند که با واحد سرمایه بازار اندازه‌گیری شده‌اند. به گفته نیکوس سمیرنایوس این گروه‌بندی به عنوان انحصار چند جانبه را تعریف کرد که به نظر می‌رسد که کنترل اینترنت را با تمرکز قدرت بازار، قدرت مالی و با استفاده از حق ثبت اختراع و حق کپی رایت در یک نظام سرمایه‌داری در دست دارند. گاهی اوقات از آن‌ها به عنوان سهام FAAAM یا به فارسی ف۳ام یاد می‌شود، "A" به جای "G" مخفف گوگل می‌شود.

### ف۲انگ
'FAANG' یا ف۲انگ مخفف است که به سهام پنج شرکت برجسته فناوری آمریکایی اشاره دارد: فیسبوک(FB)، آمازون (AMZN)، اپل(AAPL)، نتفلیکس (NFLX). و الفبا (GOOG). این اصطلاح توسط جیم کرامر، مجری تلویزیونی سی ان بی سی در سال ۲۰۱۳ ابداع شد، که این شرکت‌ها را بخاطر «تسلط کاملاً در بازارهایشان» ستود.

## تسلط بر بازار

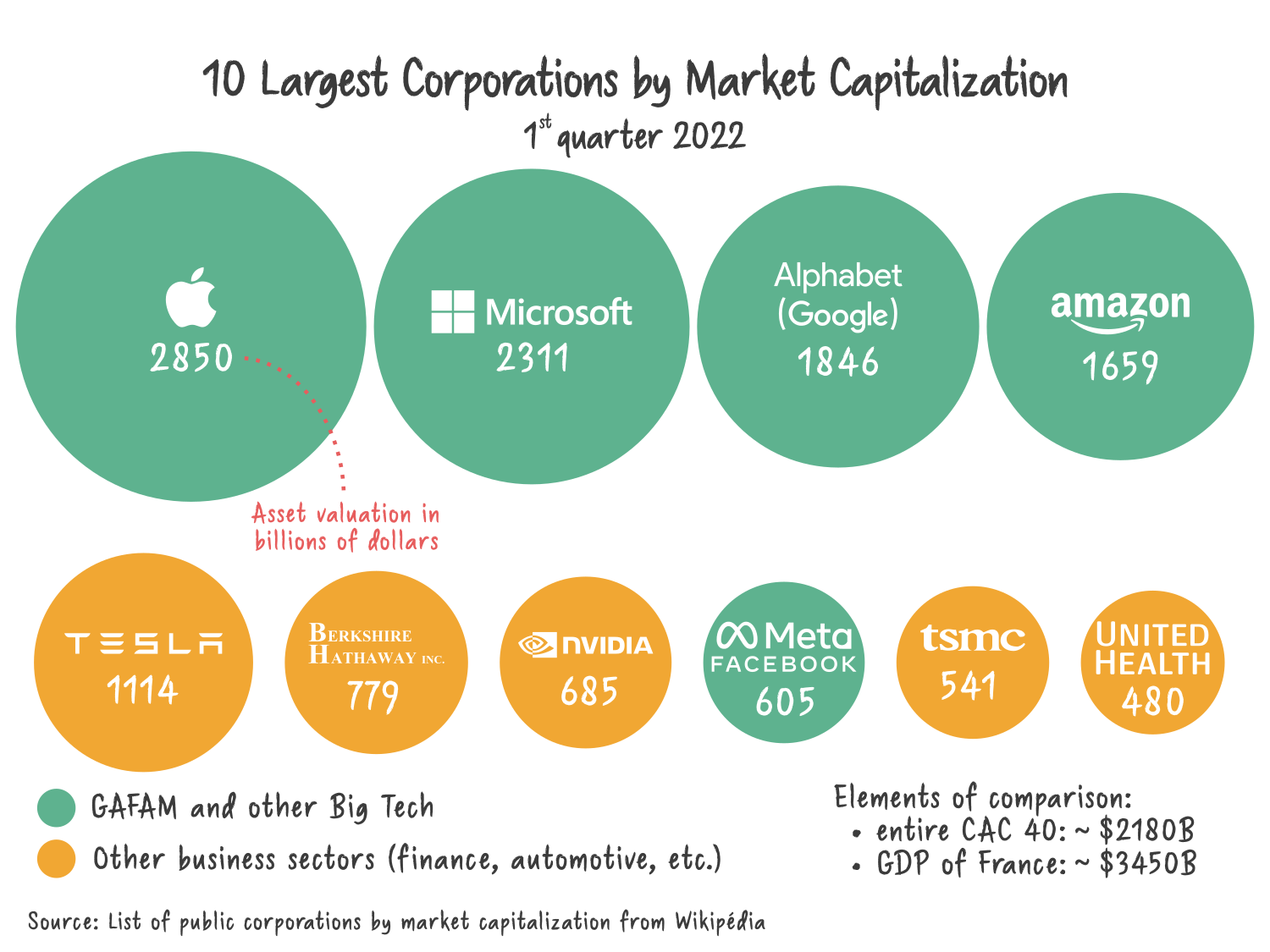
یک نمودار با مقیاس نادرست که ۱۰ تا بزرگترین شرکتها را با ارزش بازار نشان می‌دهد

آمازون با ۵۰٪ از کل خرید و فروش آنلاین از طریق این پتلفرم، رهبر اصلی بازار تجارت الکترونیکی است. همین‌طور تقریباً ۳۲٪ سهم بازار رایانش ابری و ۷۵٫۶٪ سهم بازار پخش مستقیم را با استفاده از مالکیت توییچ در اختیار دارد. آمازون علاوه بر این رهبر بازار در زمینه دستیارهای دیجیتال شخصی و بلندگوهای هوشمند مبتنی بر هوش مصنوعی (آمازون اکو) ۶۹٪ سهم بازار را دارد و پس از آن گوگل (بلندگوی نست) با ۲۵٪ سهم بازار است. اپل تلفن‌های هوشمند پر سود و سایر دستگاه‌های الکترونیکی مصرفی را به فروش می‌رساند، و در زمینه سیستم عامل‌های تلفن همراه با گوگل مشارکت دارد: ۲۷٪ سهم بازار متعلق به اپل (آی او اس) و ۷۲٪ گوگل (اندروید) است. از الفابت، فیس بوک و آمازون به عنوان «سه شرکت بزرگ» تبلیغات دیجیتال یاد می‌شود. علاوه بر شبکه‌های اجتماعی، فیس بوک سرویس به اشتراک گذاری آنلاین تصویر (اینستاگرام) و پیام رسانی آنلاین (واتس اپ) نیز تسلط دارد. گوگل در جستجوی آنلاین (جستجوگر گوگل)، اشتراک ویدیوی آنلاین (یوتوب) و نقشه‌برداری آنلاین (گوگل مپس) پیشرو است. مایکروسافت در سهم بازار سیستم عامل دسک تاپ (مایکروسافت ویندوز) و در نرم‌افزار بهره‌وری اداری (مایکروسافت آفیس) نیز تسلط دارد. مایکروسافت همچنین دومین شرکت بزرگ در صنعت رایانش ابری (مایکروسافت آژور)، بعد از آمازون است، و همچنین یکی از بزرگترین بازیکنان در صنعت بازی‌های ویدیویی (اکس باکس) است.
غول‌های فناوری از دهه اول قرن بیست و یکم در بالای شاخص سهام نزدک جایگزین اکسون موبیل، بی پی، گازپروم، پتروچاینا و رویال داچ شل (" غولهای نفتی ") شده‌اند. آن‌ها همچنین از شرکتهای بزرگ رسانه‌های سنتی مانند دیزنی، شرکت مخابرات آمریکا، کامکست و فاکس قرن ۲۱ (" رسانه بزرگ ") با ضریب ۱۰ جلو زده‌اند. در سال ۲۰۱۷، جمع ارزش گذاری پنج شرکت بزرگ فناوری اطلاعات آمریکایی بیش از ۳٫۳ تریلیون دلار بود و بیش از ۴۰ درصد ارزش نزدک-۱۰۰ را تشکیل دادند.

## علل
سمیرنایوس در سال ۲۰۱۶ استدلال کرد که چهار ویژگی در ظهور شرکت‌های بزرگ کلیدی است: نظریه فناوری همگرا، مالی سازی، مقررات زدایی اقتصادی و جهانی شدن. وی استدلال کرد که تبلیغ فناوری همگرا توسط افرادی مانند نیکولاس نگروپونته باعث می‌شود که تبدیل اینترنت به انحصار چندجانبه درظاهر قابل اطمینان باشد. قانونگذاری خودسری و دشواری سیاستمداران در درک مسائل نرم‌افزاری، مداخله دولت جلوی انحصار بازار را بی اثر کرد. مقررات زدایی مالی منجر به سود زیاد این شرکتها شد (به جز آمازون که اندازه سود حدود ۲۰–۲۵ درصد داشت).

### جهانی شدن
طبق گفته سمیرنایوس، جهانی سازی به شرکتها این امکان را داده تا بار مالیات جهانی خود را به حداقل برساند و به کارگران بین‌المللی دستمزد بسیار کمتری از آنچه در ایالات متحده مورد نیاز است پرداخت کند.

### نگهداری انحصارچندجانبه
سمیرنایوس در سال ۲۰۱۶ استدلال کرد که این شرکتها شش قسمت قدرت شامل مراکز داده، اتصال به اینترنت ، سخت‌افزار رایانه از جمله تلفن‌های هوشمند، سیستم عامل‌ها، مرورگرهای وب و سایر نرم‌افزارهای سطح کاربر و خدمات آنلاین را با هم ترکیب می‌کند. وی همچنین ترکیب خدمات متنوعی مانند ایمیل، پیام رسانی فوری، جستجوی آنلاین، بارگیری و پخش مستقیم به صورت جدا در هر یک از این شرکت‌ها را مطرح کرد.

## تحقیقات ضد تشکل

### ایالات متحده
قانون رقابت برای حمایت از مصرف‌کنندگان در برابر رفتار ضد رقابتی تجار است که یا قدرت انحصاری در بازار خود دارند یا شرکتهایی که برای تشکیل کارتل با هم اتحادیه تشکیل داده‌اند. انحصار یا تبانی با کارتل معایبی در بازار برای مصرف‌کنندگان ایجاد می‌کند. با این حال، قانون به وضوح بین انحصارهای هدفمند و شرکتهایی که صرفاً به خاطر موفقیت در تجارت در موقعیت انحصاری قرار گرفته‌اند، تمایز قائل شده‌است. هدف از قانون ضداتحادتشکل جلوگیری از ایجاد عمدی قدرت انحصاری در شرکتها است.
باید اصلی‌ترین جزء قانون ضدانحصاری، رفاه مصرف‌کننده باشد، و نه فرض اینکه شرکت‌های بزرگ به‌طور خودکار برای رقابت مضر هستند. استاندارد رفاه مصرف‌کننده دلیل خوبی برای اجرای این قانون است از آنجایی که تأثیرات این قانون بر مصرف‌کنندگان و بازده اقتصادی را بررسی می‌کند. تا کنون مشخص نیست که آسیبی به رفاه مصرف‌کننده وارد شده‌است و بسیاری از شرکت‌های فناوری همچنان به نوآوری می‌پردازند و سودهای واقعی را برای مصرف‌کنندگان به همراه دارند.

## نگارخانه

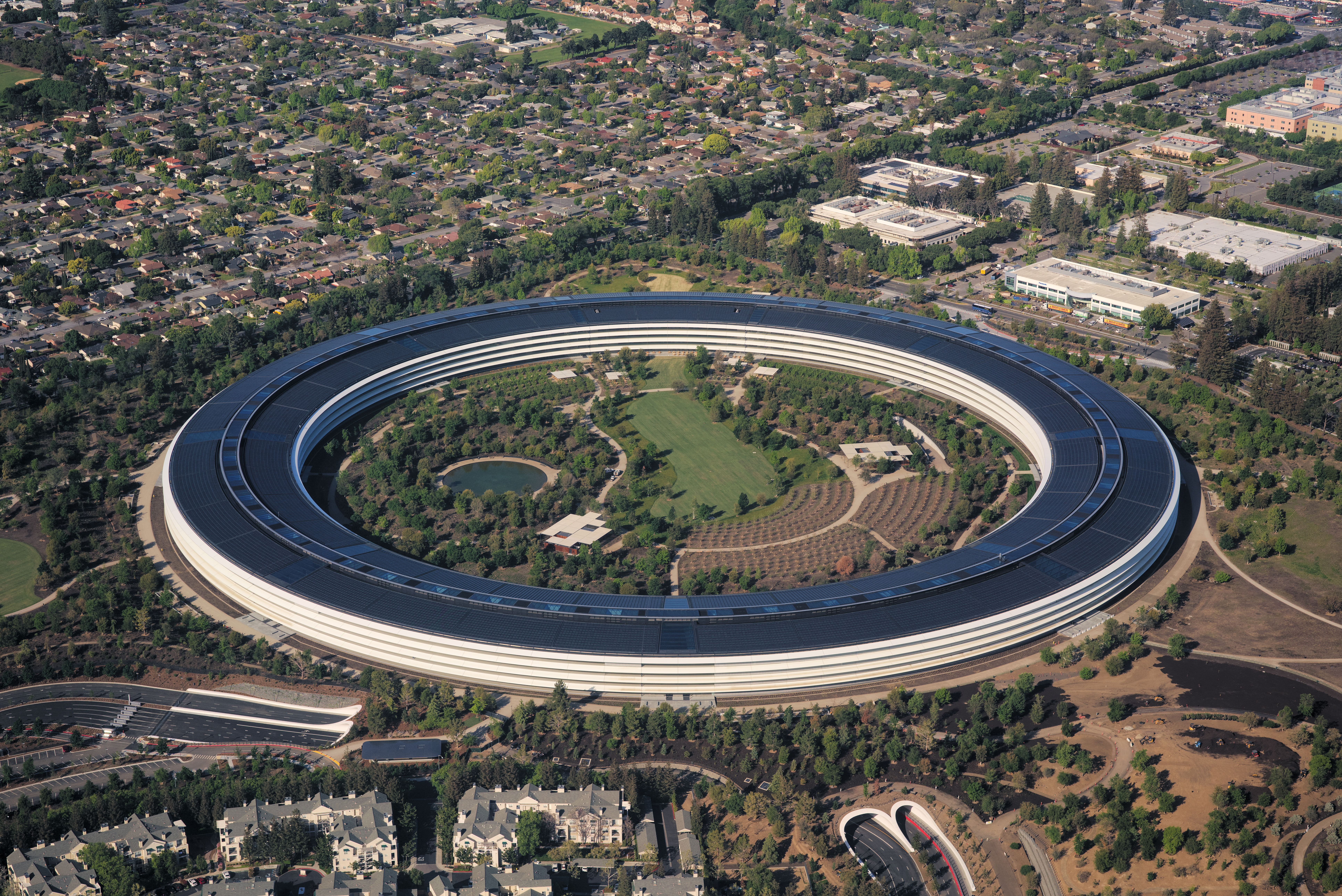
نمای هوایی اپل پارک ، دفتر مرکزی شرکت اپل ، کوپرتینو ، کالیفرنیا
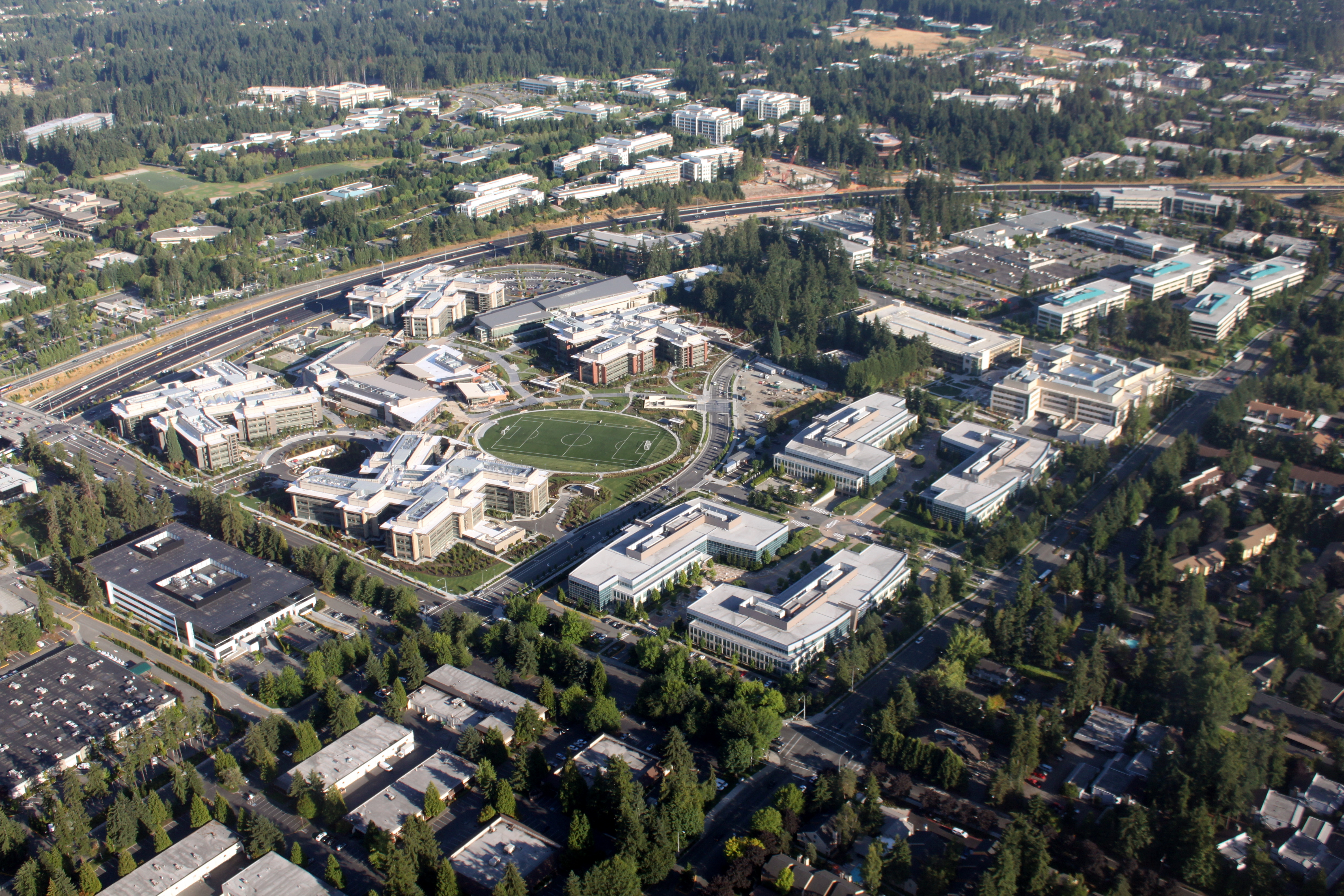
مقر مایکروسافت (سمت غربی) ، ردموند ، واشینگتن
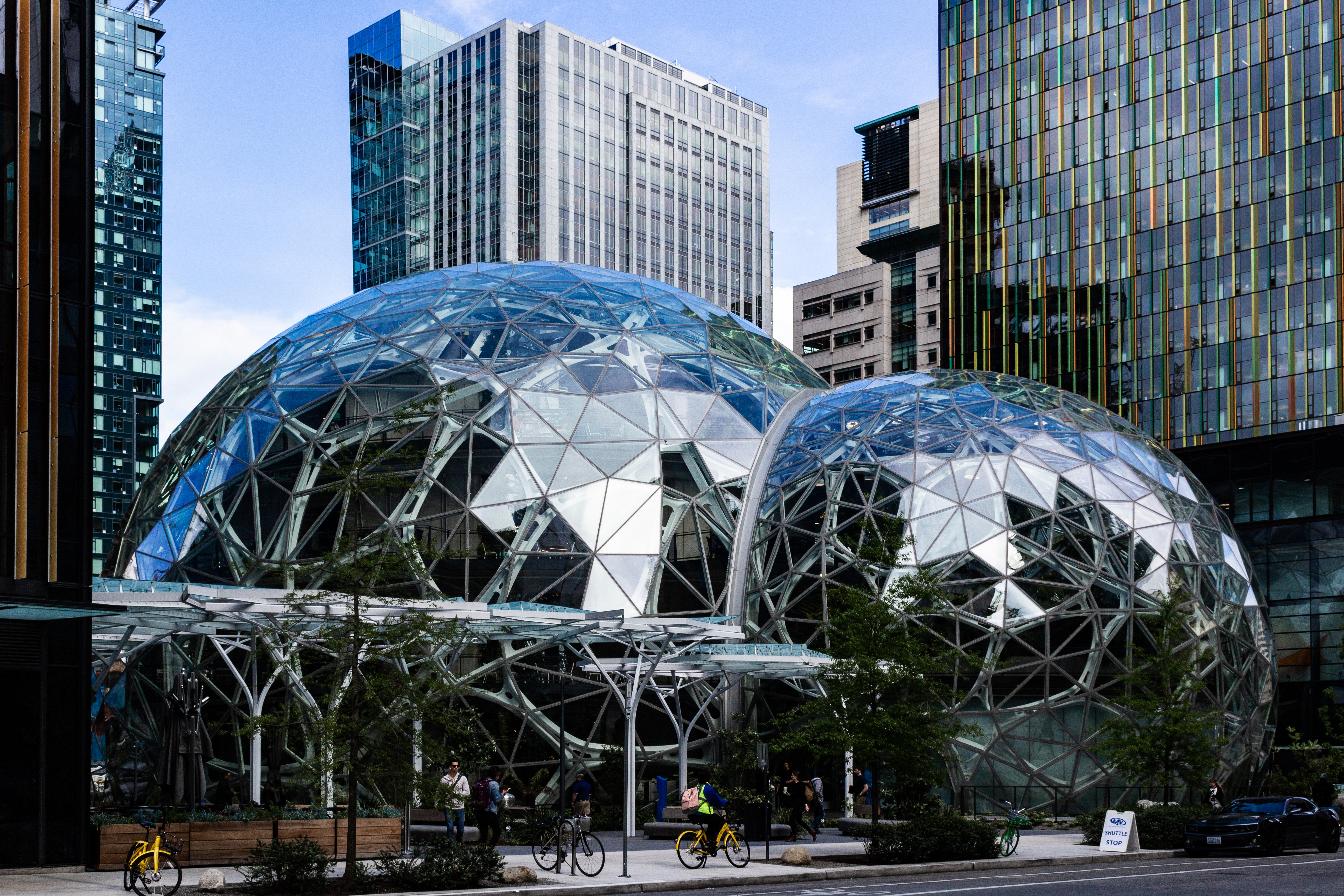
دفتر مرکزی آمازون ، سیاتل ، واشینگتن
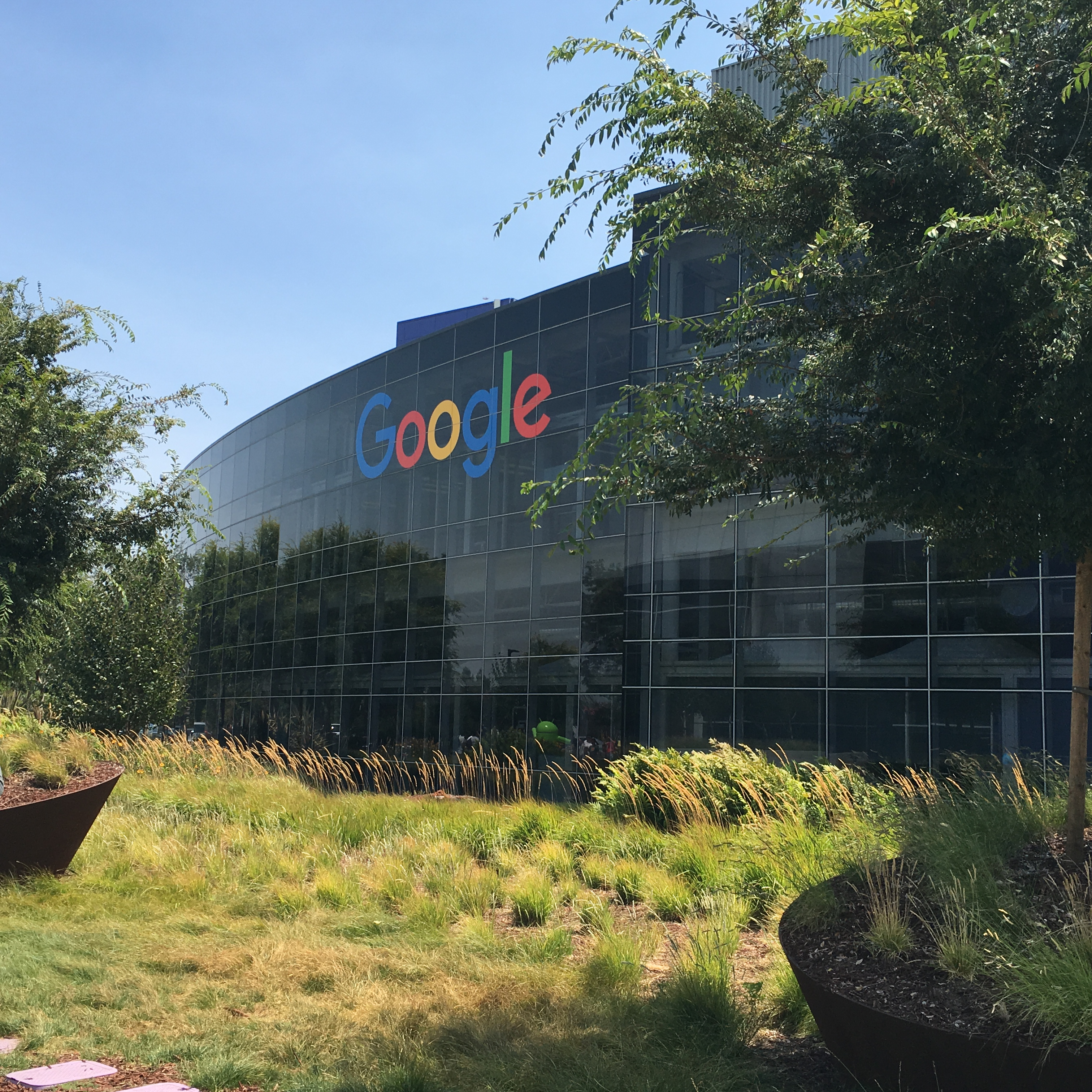
دفتر مرکزی الفابت (گوگل) ، Mountain View ، کالیفرنیا
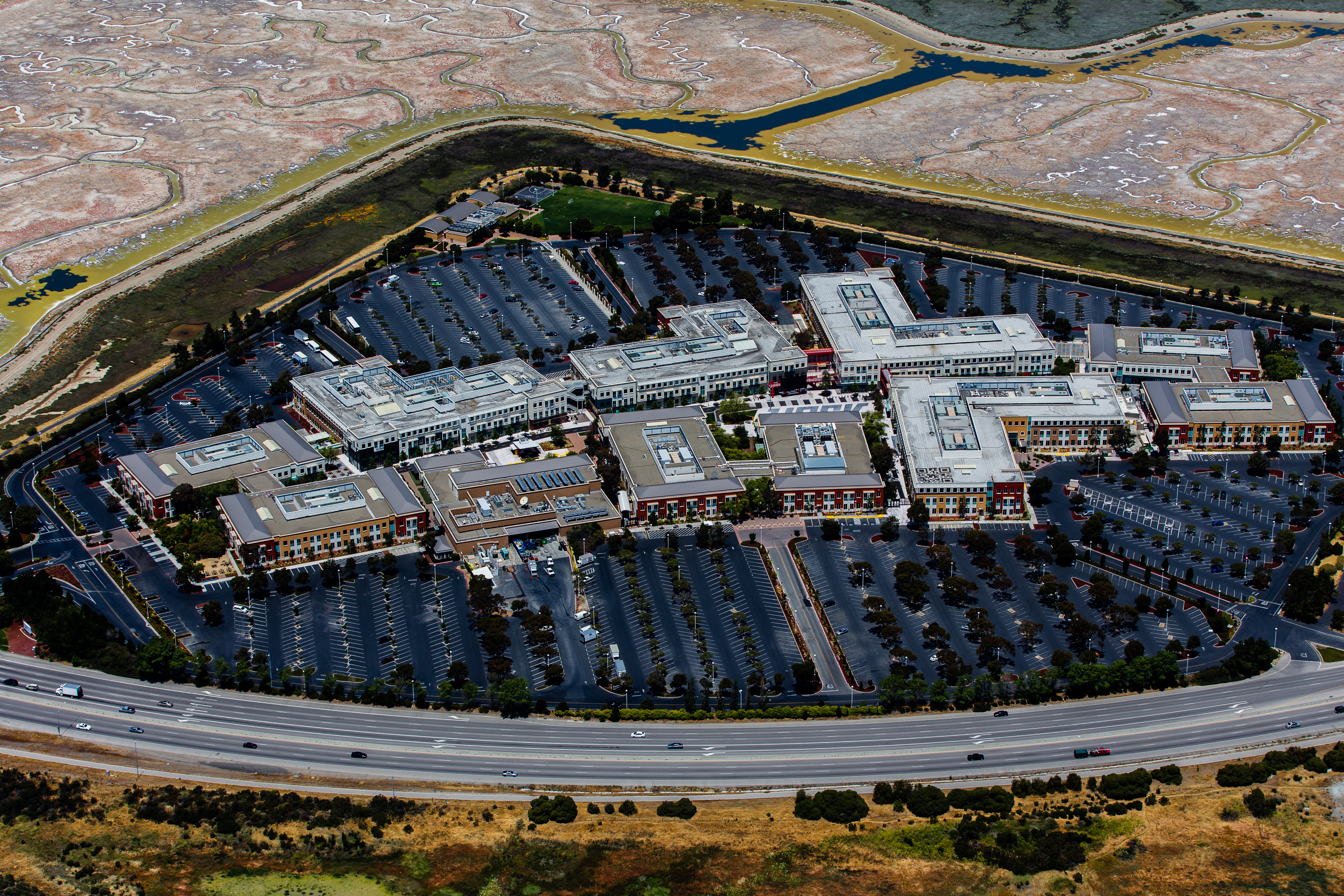
دفتر مرکزی فیس بوک ، منلو پارک ، کالیفرنیا